# Cándido Barrios y Anguiano
Cándido Barrios y Anguiano (f. 1882) fue un militar y escritor español.

## Biografía
Nació hacia 1832. Brigadier de Artillería, fue profesor de la escuela de artillería de Segovia, además de miembro de varias corporaciones científicas y literarias. Obtuvo una gran cruz del Mérito Militar roja y una blanca, la placa de San Hermenegildo y la encomienda de Carlos III. Fue autor de las obras Nociones de artillería (1870), Tratado elemental de armas portátiles (1873) y Buques de guerra acorazados, Estado actual de nuestras costas y armamento más útil para las mismas, Armas reglamentarias en el ejército y en la armada (1877) y el drama Laura de Monroy en colaboración con Barrantes. Creador de un sistema de cañones que llevaba su nombre, falleció el 10 de agosto de 1882 en Madrid.